# Kejserens nye skole
Kejserens nye skole (The Emperor's New School) er en spinoff-serie af Disneys Kejserens nye flip. Serien fik dansk premiere på Disney Channel 14. august 2006 og premieren på Toon Disney var 23. november 2007.
Den selvglade Kuzco (Laus Høybye) skal være kejser men før han kan blive det skal han bestå alle sine eksamener på Kuzco Akademiet. Men den onde Yzma (Udtalt Isma) (Kit Eichler) vil gøre alt for at forhindre det. Hun er desuden rektor på skolen, hvor hun bruger Amzy (Udtalt Amsi) som navn (Yzma bagfra).
Hun har selvfølgelig sin medhjælper Kronk (Mads M. Nielsen), og prøver at forvandle Kuzco til et dyr.
På skolen falder Kuzco pladask for en køn og intelligent pige på akademiet, ved navn Malina (Maya Iven Ulstrup). Han bestemmer at hun skal være hans kejserinde, men Malina elsker ikke Kuzco. Kuzco har også sin egen "fan" ved navn Guakka (Christian Damsgaard), som forguder ham. Hans lærer hedder Hr. M. (Moleguakko) (Timm Mehrens).
I afsnit 21 får Yzma sin vilje, da Kuzco overlader kejserriget til hende.  Hun bliver kejserinde og grundlægger Yzmopolis, derved kommer sangen "Yzmopolis er mit metropolis".
Kuzcos danske stemme indtales af Laus Høybye.

## Danske Stemmer
- Laus Høybye
- Mads M. Nielsen
- Donald Andersen
- Cecilie Stenspil
- Sigrid Johannesen
- Otto Mølgaard Jakobsen
- Kit Eichler
- Maya Iven Ulstrup
- Timm Mehrens
- Peter Aude
- Nis Bank-Mikkelsen

Titelsang sunget af: Stig Rossen, Ulla Jessen, Arvid Nielsen, Johnny Jørgensen